# Kerekes István
Kerekes István (Marosvásárhely, 1977. április 6. – ) fotográfus, fotóművész. A Nemzetközi Fotóművész Szövetség háromgyémánt-diplomás kiváló művésze. A mobiltelefon-fotózás Oscarjának tartott IPPAWARDS nemzetközi iPhone fotópályázat „Az év fotósa 2021” nagydíjasa.

## Életpályája
A fotózást nem tanulta, autodidakta módon fejlesztette magát. 1998–2002 között a Tóth István által vezetett nagyváradi Tavirózsa fotóklub tagja. 2002–2007 között a Marosvásárhelyi Fotóklub tagjaként szerepel sikeresen számos fotópályázaton. A 2004-es Nők Lapja első díja és a 2007-es Földgömb Magazin nagydíja meghatározó volt a fotós pályafutásában. 2007-től él Mosonmagyaróváron. Jelenleg a legtöbb díjjal rendelkező magyar fotós.

## Díjai, elismerései
- 2021-ben New Yorkban, a Transylvanian Shepherds (Erdélyi juhászok) című képével elnyerte a mobiltelefon-fotózás Oscarjának tartott IPPAWARDS nemzetközi iPhone fotópályázat „Az év fotósa 2021 nagydíját” (Grand Prize Winner and Photographer of the Year). A világverseny történetében az első magyar, aki ezen a fotópályázaton nagydíjat nyert.[8][9][10][11][12][13][14][15][16][17][18][19][20][21][22][23]
- Legismertebb és legeredményesebb fényképe a máramarosi kislányról, Yelenáról készült portréja, mellyel 2019-ben a Nemzetközi Fotóművész Szövetség statisztikája alapján hivatalosan világrekordot ért el – a világon a legtöbb díjat elnyert fotó.[1][4][24][25][26][27][28][29][30]
- Az első magyar fotós, aki átlépte a fotópályázatokon elnyerhető díjak számának háromezres határát (2021. március). A magyar fotográfia történetében ez abszolút rekord.[1][2][7]
- A Mosonmagyaróváron élő fotográfus nevéhez fűződik két egyedi magyar fotós siker is. Ő az a fotográfus, akinek a Magyar Sajtófotó pályázatok harminckilenc éves történetében elsőként sikerült egyetlen kategória mindhárom díját elnyernie (2017-ben a Mindennapi élet egyedi kategória, első, második és harmadik helyezettje lett).[31][32][33] És szintén e pályázaton sikerült egy másik bravúr is: a Magyar Sajtófotó Kiállításokon először fordult elő, hogy egy szerző két alkalommal két különböző fotójával (két egymást követő évben), nagy fölénnyel elnyerje a közönség díját (Favágó és gyermekei, 2008, Yelena, 2009).[34] A Magyar Sajtófotó pályázatokon háromszor nyerte el A megyékben dolgozó, legjobb teljesítményt nyújtó fotóriporteri díjat (2009, 2017, 2020).[35]
- Ezen kívül említhetjük a Nők Lapja fotópályázat fődíját, a Földgömb magazin nagydíját vagy az Országgyűlés által meghirdetett Együtt-lét fotópályázat első díját.[36][37][38][39] A hazai legrangosabb fotópályázatokon – Magyar Sajtófotó pályázat, Az Év Természetfotósa pályázat (ÉTF) többszörösen első díjazott fotós. Ezen kívül számos nemzetközi fotópályázat nagydíjasa és első helyezett alkotója.[7]
- Az első magyar fotográfus, aki 2012-ben megkapta a Nemzetközi Fotóművész Szövetség (FIAP) által a versenyfotográfia terén adományozott (akkori) legmagasabb szintű kitüntetését, a FIAP Kiváló Művésze platinafokozatát (EFIAP/p.) Amikor ezt a díjat megkapta, a világon összesen 38 fotóművész birtokolta e címet, s ő volt közülük a legfiatalabb.[40]
- 2018 augusztusában megkapta a Nemzetközi Fotóművész Szövetség által a versenyfotográfia terén adományozott (jelenlegi) legmagasabb, a FIAP Kiváló Művésze háromgyémánt fokozatát (EFIAP/d3.) . Amikor ezt az elismerést a világon legfiatalabbként megkapta, összesen öt fotóművész birtokolta e címet.[41]
- Ugyancsak 2018 augusztusában fotós munkásságáért Magyar Arany Érdemkereszt állami kitüntetésben részesült.[42][43][44]
- A Magyarország 365 fotópályázat történetében egyedi eredményt ért el azzal, hogy két egymást követő évben (2021–2022) sikerült elnyernie az Életképek kategória első díját.[45]